# Brünzow

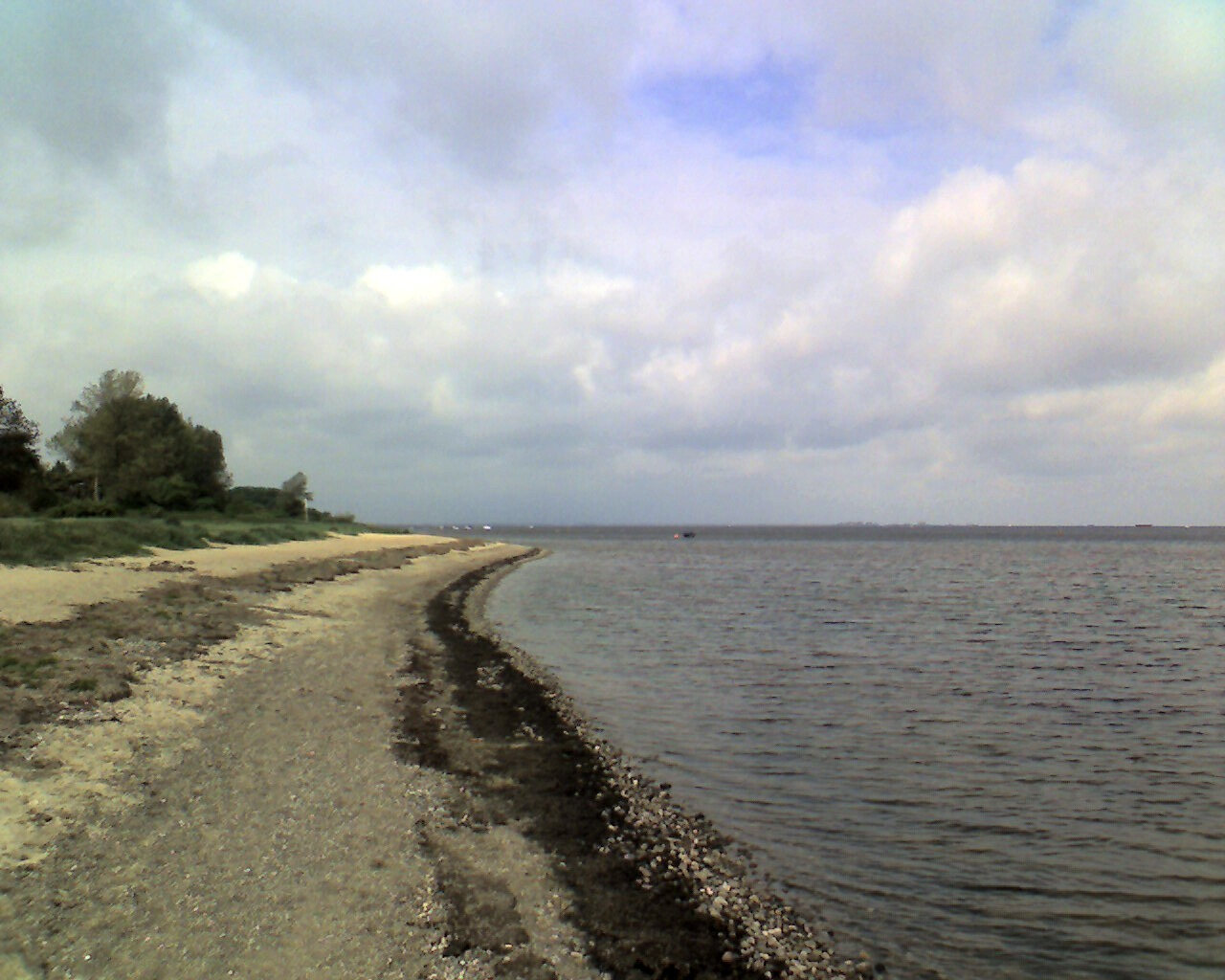
nahe Woonwijk Vierow

Brünzow is een gemeente in de Duitse deelstaat Mecklenburg-Voor-Pommeren, en maakt deel uit van het Landkreis Vorpommern-Greifswald.
Brünzow telt 658 inwoners.
Ahlbeck ·
Alt Tellin ·
Altwarp ·
Altwigshagen ·
Anklam ·
Bandelin ·
Bargischow ·
Behrenhoff ·
Bentzin ·
Benz ·
Bergholz ·
Blankensee ·
Blesewitz ·
Boldekow ·
Boock ·
Brietzig ·
Brünzow ·
Bugewitz ·
Buggenhagen ·
Butzow ·
Daberkow ·
Dargelin ·
Dargen ·
Dersekow ·
Diedrichshagen ·
Ducherow ·
Düvier ·
Eggesin ·
Fahrenwalde ·
Ferdinandshof ·
Garz ·
Glasow ·
Grambin ·
Grambow ·
Greifswald ·
Gribow ·
Groß Kiesow ·
Groß Luckow ·
Groß Polzin ·
Görmin ·
Gützkow ·
Hammer a. d. Uecker ·
Hanshagen ·
Heinrichswalde ·
Heringsdorf ·
Hinrichshagen ·
Hintersee ·
Iven ·
Jarmen ·
Jatznick ·
Kamminke ·
Karlsburg ·
Karlshagen ·
Katzow ·
Kemnitz ·
Klein Bünzow ·
Koblentz ·
Korswandt ·
Koserow ·
Krackow ·
Krien ·
Kruckow ·
Krugsdorf ·
Krummin ·
Krusenfelde ·
Kröslin ·
Lassan ·
Leopoldshagen ·
Levenhagen ·
Liepgarten ·
Loddin ·
Loissin ·
Loitz ·
Lubmin ·
Luckow ·
Löcknitz ·
Lübs ·
Lühmannsdorf ·
Lütow ·
Medow ·
Meiersberg ·
Mellenthin ·
Mesekenhagen ·
Murchin ·
Mölschow ·
Mönkebude ·
Nadrensee ·
Neetzow-Liepen ·
Neu Boltenhagen ·
Neu Kosenow ·
Neuenkirchen (bij Anklam) ·
Neuenkirchen (bij Greifswald) ·
Nieden ·
Papendorf ·
Pasewalk ·
Peenemünde ·
Penkun ·
Plöwen ·
Polzow ·
Postlow ·
Pudagla ·
Ramin ·
Rankwitz ·
Rollwitz ·
Rossin ·
Rossow ·
Rothemühl ·
Rothenklempenow ·
Rubenow ·
Rubkow ·
Sarnow ·
Sassen-Trantow ·
Sauzin ·
Schmatzin ·
Schönwalde ·
Spantekow ·
Stolpe an der Peene ·
Stolpe auf Usedom ·
Strasburg ·
Torgelow ·
Trassenheide ·
Tutow ·
Ückeritz ·
Ueckermünde ·
Usedom ·
Viereck ·
Vogelsang-Warsin ·
Völschow ·
Wackerow ·
Weitenhagen ·
Wilhelmsburg ·
Wolgast ·
Wrangelsburg ·
Wusterhusen ·
Zemitz ·
Zempin ·
Zerrenthin ·
Ziethen ·
Zinnowitz ·
Zirchow ·
Züssow